# Eric Wickman

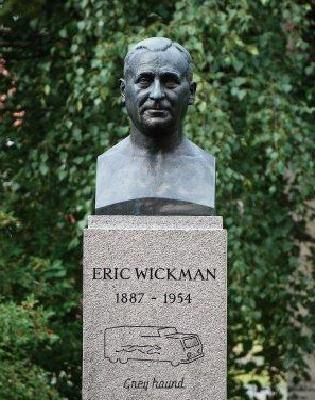
Byst i Våmhus, gjord av Arvid Backlund.

Carl Eric Wickman, ursprungligen Wretman, född 7 augusti 1887 i Våmhus, död 5 februari 1954 i Daytona Beach i USA, var en svensk-amerikansk företagare och grundaren av det amerikanska bussbolaget Greyhound Lines.

## Biografi
Eric Wickman var son till jordbrukaren Karl Viktor Wretman (1858–1947) och Anna Matsdotter (1862–1943) i Limbäck i Våmhus.
Erik Wretman kallades för "Martis Jerk" på våmhusmål, där "Jerk" är namnet Erik och "Martis" den gård familjen bodde på i Våmhus. Då Erik Wretman år 1905 utvandrade till Hibbing i Minnesota bytte han sitt namn till Eric Wickman. I Minnesota började han arbeta som borrare i en gruva. Efter ett antal år blev han delägare i en sjusitsig Hupmobile och började mot ersättning skjutsa sina arbetskamrater från gruvan till sina hemorter.
År 1914 öppnade han sin första busslinje mellan Hibbing och Alice, vilket blev embryot till Greyhound Lines.
En artikel i nyhetsmagasinet Time från 1930 beskriver Eric Wickman som USA:s busskung, "en storvuxen bredaxlad man som har kvar sin svenska brytning".